# ImageShack
ImageShack é um site especializado em hospedar imagens. Nele é possível fazer upload não somente de imagens, mas também de outros tipos de arquivo. É um servidor de hospedagem muito fácil e rico em opções como, por exemplo, redimensionar sua imagem — colocando uma resolução maior ou menor. Muitos fóruns utilizam esse servidor
para armazenar seus arquivos, pois é fácil e gratuito.

## Ataque de hackers

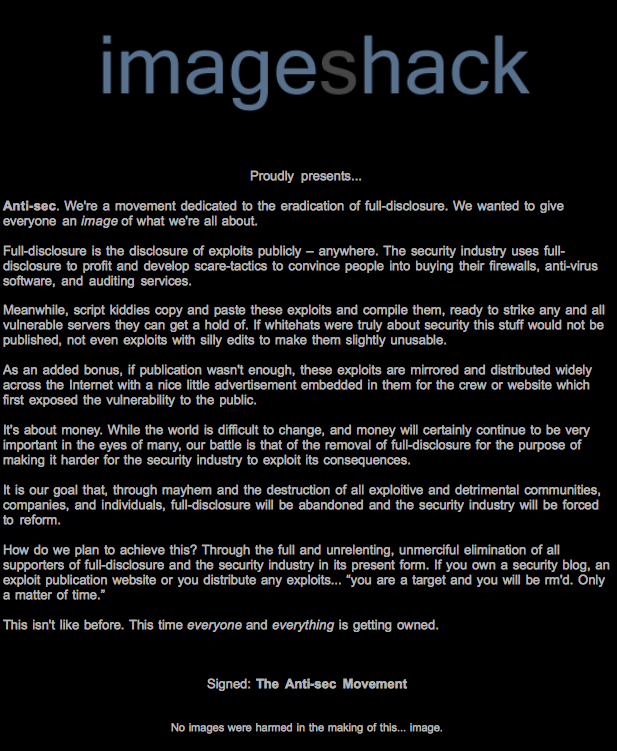
Cartaz do grupo Anti-Sec que substituiu algumas imagens carregadas no ImageShack

Em 10 de Julho de 2009, o ImageShack sofreu uma invasão de um grupo de hackers denominado Anti-Sec. Na ocasião, estes fizeram uma alteração no código das páginas que, por sua vez, passaram a exibir uma mensagem de protesto pedindo o fim da disseminação de falhas de segurança e defeitos na grande rede. Segundo os hackers, o ato foi um protesto contra as empresas de segurança que, segundo eles, se aproveitam das falhas para vender mais firewalls e antivírus. Apesar do ataque, os usuários do ImageShack não sofreram nenhuma perda ou alteração em suas imagens.